# Top Singles & Titres
Top Singles & Titres, Top 200 Singles, Single Top 100, wcześniej Top 50 – cotygodniowa lista przebojów najlepiej sprzedających się singli i piosenek we Francji. Lista została po raz pierwszy opublikowana pod koniec 1984 roku i obejmowała 50 pozycji. W pierwszej połowie 1998 roku lista została rozszerzona do 100 pozycji.